# Miletus ancon
Miletus ancon är en fjärilsart som beskrevs av William Doherty 1889. Miletus ancon ingår i släktet Miletus och familjen juvelvingar. Inga underarter finns listade i Catalogue of Life.

## Bildgalleri

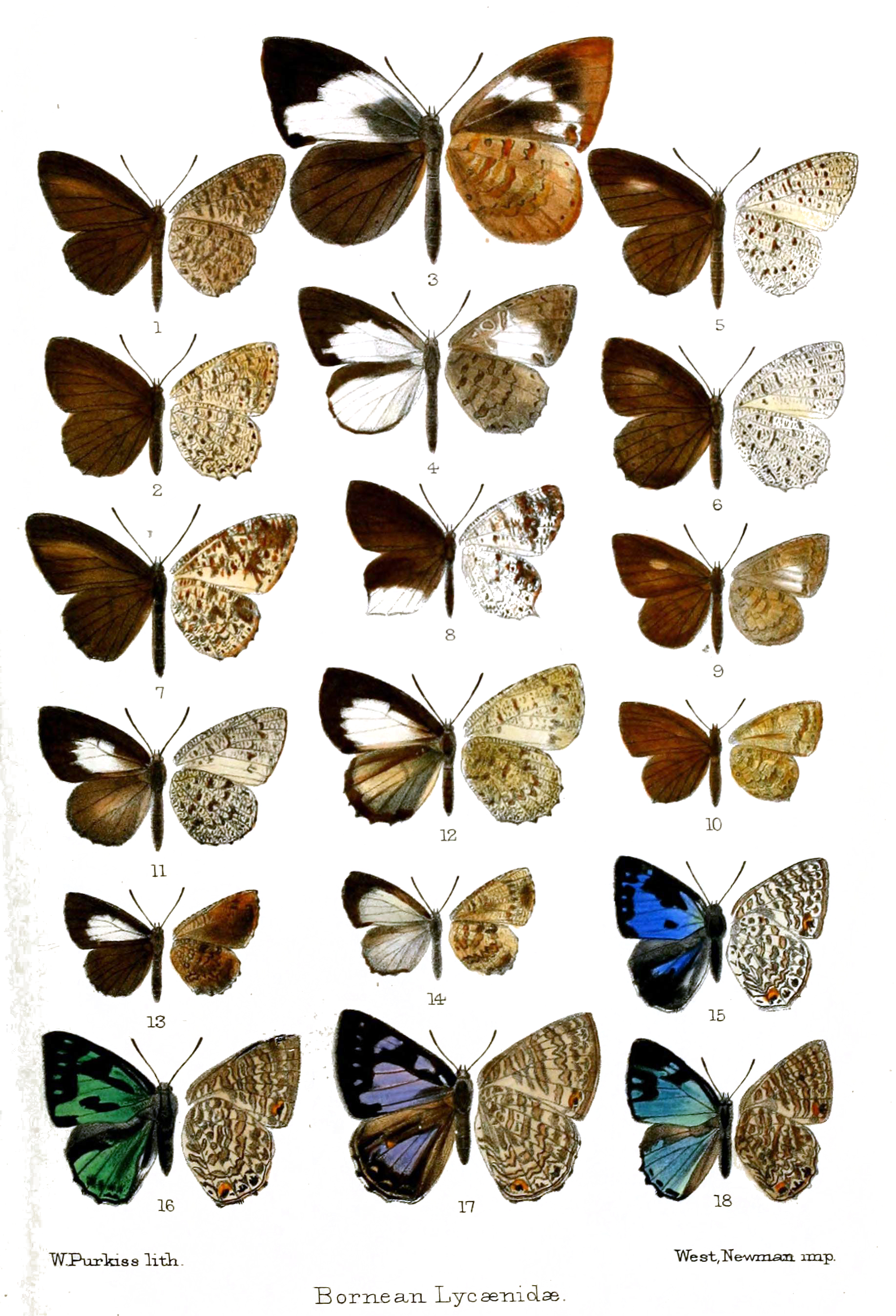